# Józefa Drozdowska
Józefa Drozdowska (ur. 1954 w Jeziorkach) – polska poetka, regionalistka, bibliotekarka, członek Związku Literatów Polskich.

## Życiorys
Debiutowała w 1978 r. na łamach Gazety Współczesnej oraz Prometeja. Jej poezja była tłumaczona na język litewski, białoruski i esperanto. Mieszka w Augustowie.

## Ważniejsze dzieła
- Dolina mojej rzeki (tomik wierszy, 1988)
- Miejsce zamieszkania (wiersze, 1992)
- Rzeka Siloe (1998)
- Rozmowy z Izabelką (wiersze dla dzieci, 1996)
- Do cykorii podróżnika (wiersze, 2011)